# Eudendrium exiguum
Eudendrium exiguum is een hydroïdpoliep uit de familie Eudendriidae. De poliep komt uit het geslacht Eudendrium. Eudendrium exiguum werd in 1877 voor het eerst wetenschappelijk beschreven door Allman. 